# 春潮書局
春潮書局是中華民國上海市的一個出版社，1928年10月由鲁迅出资，北新書局前編輯张友松創辦。地址位於施高塔路（山陰路），陆续出版了魯迅、柔石等人的作品。1930年，出版社因內部糾紛和財政問題倒閉。。